# محمد لطفي منصور
محمد لطفى منصور  (1948) رجل أعمال مصري بريطاني وسياسي سابق، شغل منصب وزير النقل في مصر من 2005 حتى 2009، ويرأس مجلس إدارة مجموعة منصور بالإضافة إلى عدة شركات أخرى وأندية رياضية، في نوفمبر عام 2019 قدرت مجلة فوربس ثروته ب 3.3 مليار دولار أمريكي.
درس في الولايات المتحدة، وحصل على بكالوريوس في هندسة النسيج من جامعة نورث كارولينا عام 1968 وماجستير إدارة أعمال من جامعة أوريجون الأمريكية أيضًا عام 1971.
في مارس 2024 وبتوصية من رئيس الوزراء البريطاني ريشي سوناك حصل منصور على رتبة فارس، وأثار هذا الخبر جدل وإعتراض من القوى السياسية المعارضة في بريطانيا.

## حياته
ولد محمد منصور لواحدة من العائلات التجارية البارزة في الإسكندرية. حيث تدير عائلته مجموعة منصور والتي تسيطر على تسعة من أكبر 500 شركة في مصر.
حصل منصور على شهادة في الهندسة من جامعة ولاية نورث كارولينا في عام 1968، وعلى درجة الماجستير في إدارة الأعمال من جامعة أوبرن في عام 1971، ودرس هناك حتى عام 1973.

## الحياة المهنية
قام مع شقيقيه، حافظ منصور بدور نشط في مجموعة منصور، والشركات العائلية، وبناء علاقات وثيقة كموزعين للشركات الأميركية بما في ذلك شيفروليه، مارلبورو، جنرال موتورز وكاتربيلر. وتمثيل بعض من له مصالح أخرى تشمل مترو، أكبر سلسلة سوبر ماركت المصرية، والامتيازات ماكدونالدز في مصر.
وقد قاد منصور المجموعة منذ وفاة والده في عام 1976. ومنذ ذلك الحين، وقد أشرف على تطوير وتنمية الشركات الكبرى، بما في ذلك إنشاء شركة الاستثمار الخاصة مان كابيتال في لندن.
يرأس منصور مجلس إدارة شركة منصور شيفروليه بعد وفاة والده عام 1976، وارتبط اسم هذه السيارة الأمريكية باسم عائلة، وهي ظاهرة تحدث لأول مرة في مصر، علاوةً على ذلك تمتلك العائلة- عائلة منصور- حوالي 15% من شركة جنرال موتورز مصر، وتقدَّر ثروة محمد منصور حسب مجلة فورتشن بحوالي 600 مليون دولار، بينما تتجاوز ثروة العائلة 3 مليارات دولار هي حجم أعمال الشركات.
تولى منصور رئاسة غرفة التجارة المصرية الأمريكية، مؤسس ورئيس مجلس إدارة شركة منصور للسيارات مانتراك للمعدات الثقيلة. وهو رئيس مجلس إدارة بنك كاليون مصر، وعضو مجلس إدارة الصندوق الاجتماعي للتنمية.

### المنتجات والأنشطة الأخرى
- سيارات وعربات جنرال موتورز (ومنها lada, honda, ، سيارات نقل شيفرولية وايسوزو،)
- اطارات ميشلان،
- سجائر مارلبورو وميريت وال ام،
- سوبر ماركت مترو،
- معدات التعمير كاترپيلار،
- مطاعم ماكدونالدز،
- وكيلات كمبيوترات: ايسر، أى بى ام، اتش بى
- أجهزة سيمنز الالكترونية،
- ألبان لبنيتا، عصائر تانج، أغذية محفوظة ماركة كرافت، مياة معدنية حياة، تونة معلبة ماركة صن شاين،

## توليه وإقالته من الوزارة
في يناير 2006 استقال منصور من مسؤوليات الشركة بعد توليه منصب وزير النقل في الحكومة المصرية. وبعد حادثة تصادم قطار العياط في 25 أكتوبر 2009 كانت ثالث حادثة قطار في نفس الموقع في عامين. وفي اليوم التالي في مجلس الشعب، رفض الاتهامات الموجهة له ولإدارته ورفض رفضاً باتاً وعلنياً الاستقالة، وفي صبيحة اليوم التالي 27 أكتوبر طالبه أحمد نظيف بتقديم استقالته على الفور.

## إدارة الأندية الرياضية
يدير منصور نادي سان دييغو الذي يلعب في الدوري الوطني لكرة القدم الأمريكية.
في 2 مارس 2022 أشارت صحيفة التلغراف البريطانية إلى أن لطفي محمد لطفي منصور مهتم بشراء نادي تشيلسي الإنجليزي من مالكه الحالي الروسي رومان أبراموفيتش، وذلك بعد تداول أنباء عن المرشحين المحتملين لشراء النادي، على خلفية صدور قرار ببيع نادي تشيلسي بفد بيان رسمي من جانب رجل الأعمال الروسي رومان أبراموفيتش، وذلك على خلفية الحرب الروسية ضد أوكرانيا.
وتقدر قيمة النادي الحالية بحوالي 4 مليارات جنيه إسترليني، وهو المبلغ الذي يسعى المصري لطفي منصور لتأمينه لقاء شراء النادي، الذي كان قد توج ببطولة العالم للأندية قبل أيام، من إعلان قرار بيعه، على خلفية العقوبات المحتملة على رجال الأعمال الروس، عقب الغزو الروسي لأوكرانيا 2022
وعرف عن لطفي منصور أنه من مشجعي الفريق كما أن يحمل تذكرة موسمية في ستامفورد بريدج ملعب النادي.

## الحياة الخاصة
متزوج وله طفلان ويعيش في القاهرة.
غير منتسبين لاي حزب او نشاط سياسي

## اقرأ أيضا
- محمد الفايد
- نجيب ساويرس
- سميح ساويرس
- يسعد ربراب